# Kámán Albert
Kámán Albert (Budapest, 1989. június 13. –) magyar filmrendező, operatőr és forgatókönyvíró.

## Pályája
A gödöllői Szent István Egyetemen végzett, majd az Egyesült Államokba költözött, ahol filmkészítést tanult, mellette fél évig operatőrként dolgozott az amerikai fővárosban.
Saját produkciós vállalkozását hazatérése után indította el, melynek fő profilja a reklámfilm-, rendezvényvideó- és videoklipkészítés. Emellett több magyar játékfilmben kamera- és rendezőasszisztenseként vállalt munkát.
Az első önálló kisfilmje Hazug címmel készült el saját finanszírozásból, melynek nemzetközi premierjét a 72. Cannes-i Filmfesztivál kísérőeseményén, a Global Short Film Awards díjátadó-gálaestjén tartották. Több nemzetközi sikerrel is büszkélkedhet, a személyes élményeiből íródott kisfilmjéért összesen 16 díjat nyert el, ebből négyszer a legjobb elsőfilmes rendezőnek járó kitüntetést, illetve a European Cinematography Awards neki ítélte a legjobb európai operatőrnek járó díjat.

## Díjai
| Év   | Jelölő szerv                       | Kategória                           | Eredmény |
| ---- | ---------------------------------- | ----------------------------------- | -------- |
| 2019 | Los Angeles Film Awards            | Legjobb dráma                       | Elnyerte |
| 2019 | Los Angeles Film Awards            | Legjobb elsőfilmes rendező          | Elnyerte |
| 2019 | Oniros Film Awards                 | Legjobb forgatókönyv                | Elnyerte |
| 2019 | Oniros Film Awards                 | Legjobb elsőfilmes rendező különdíj | Elnyerte |
| 2019 | Oniros Film Awards                 | Legjobb horror/dráma                | Elnyerte |
| 2019 | Oniros Film Awards                 | Legjobb operatőr                    | Jelölt   |
| 2019 | European Cinematography Awards     | Legjobb európai film                | Elnyerte |
| 2019 | European Cinematography Awards     | Legjobb európai operatőr            | Elnyerte |
| 2019 | New York Film Awards               | Legjobb elsőfilmes rendező          | Elnyerte |
| 2019 | New York Film Awards               | Legjobb eredeti történet            | Elnyerte |
| 2019 | New York Film Awards               | Legjobb operatőr különdíj           | Elnyerte |
| 2019 | New York Film Awards               | Legjobb kisfilm                     | Jelölt   |
| 2019 | Vegas Movie Awards                 | Legjobb dráma                       | Elnyerte |
| 2019 | Vegas Movie Awards                 | Legjobb elsőfilmes rendező          | Elnyerte |
| 2019 | Vegas Movie Awards                 | Legjobb elsőfilmes forgatókönyvíró  | Elnyerte |
| 2019 | Falcon International Film Festival | Legjobb kisfilm                     | Elnyerte |
| 2019 | Falcon International Film Festival | Legjobb operatőr                    | Elnyerte |
| 2019 | Falcon International Film Festival | Legjobb rendező                     | Elnyerte |